# Thorsten Rudenschöld (1863–1926)

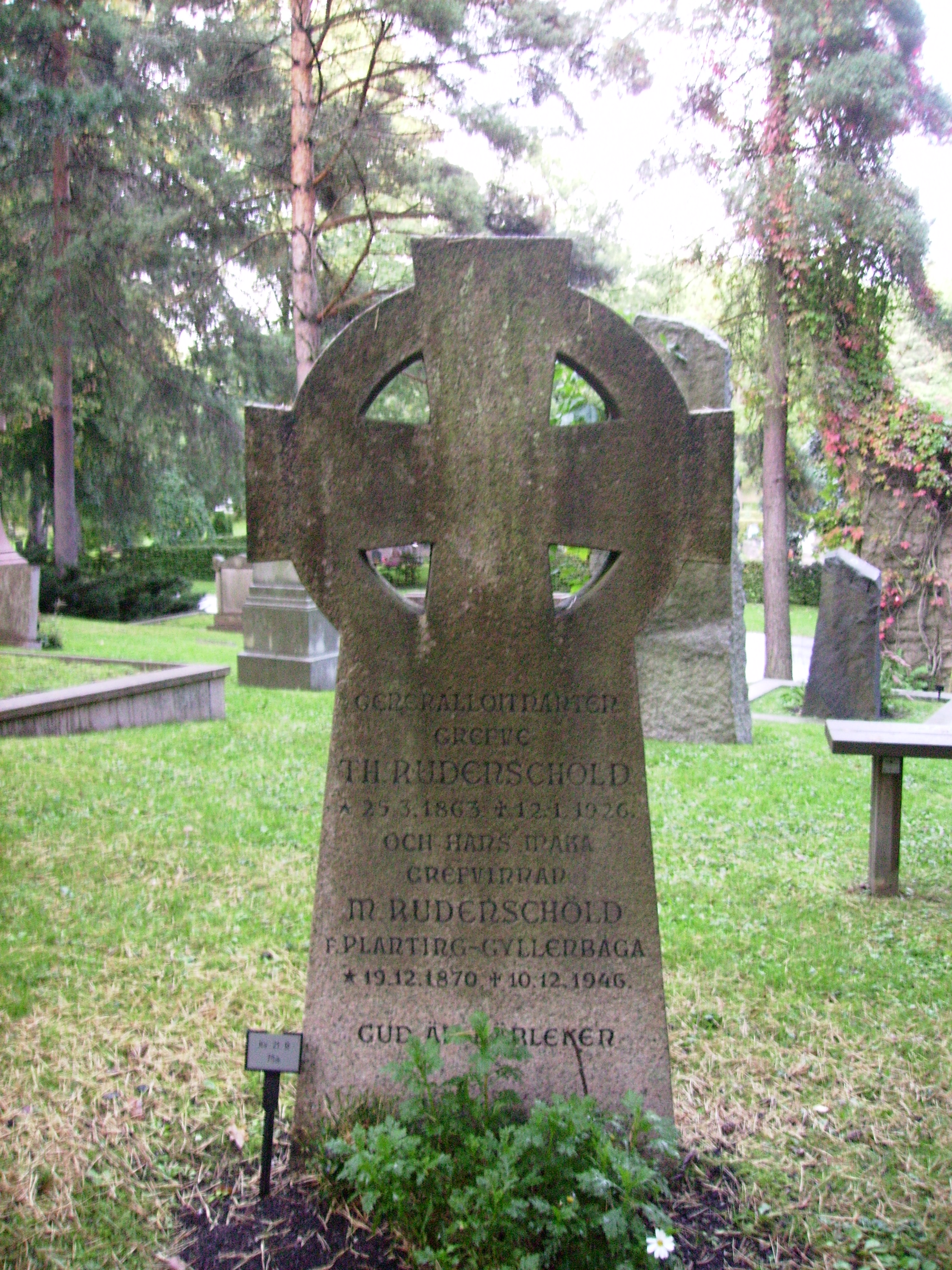
Thorsten Rudenschölds gravvård på Norra begravningsplatsen.

Carl Thorsten Gotthard Rudenschöld, född 25 mars 1863 i Lännäs församling i Örebro län, död 12 januari 1926, var en svensk greve och militär.

## Biografi
Rudenschöld blev underlöjtnant vid Livregementets dragonkår 1885, löjtnant vid regementet 1891 och vid Generalstaben 1893, kapten vid generalstaben 1898, ryttmästare vid regementet 1902, major 1904, överste 1911, sekundchef för Livregementets husarer 1913, generalmajor och inspektör för kavalleriet 1917, chef för Andra arméfördelningen 1922 och generallöjtnant 1924.
Rudenschöld var lärare vid Artilleri- och ingenjörshögskolan 1898–1906, chef för Krigshögskolan 1906–1913 och företog studieresor till Danmark 1909, Tyskland 1911 och Grekland under Balkankriget 1912. Han var sakkunnig för bland annat utredning rörande arméns hästar 1914–1915 och för omorganisation av arméns musik 1915. Rudenschöld blev ledamot av andra klassen av Krigsvetenskapsakademien 1907 och ledamot av första klassen 1917. Han var 1906–1913 ledamot av Svenska Röda Korsets överstyrelse. Rudenschöld är begravd på Norra begravningsplatsen utanför Stockholm.

## Utmärkelser

### Svenska utmärkelser
- Kommendör med stora korset av Svärdsorden, 15 december 1924.[4]
- Kommendör av första klassen av Svärdsorden, 6 juni 1918.[5]
- Kommendör av andra klassen av Svärdsorden, 5 juni 1915.[6]
- Riddare av första klassen av Svärdsorden, 1905.[7]
- Riddare av Nordstjärneorden, 1909.[8]

### Utländska utmärkelser
- Kommendör av första klassen av Norska Sankt Olavs orden, tidigast 1918 och senast 1921.[9][10]
- Riddare av andra klassen av Preussiska Kronorden, tidigast 1910 och senast 1915.[11][12]
- Riddare av andra klassen av Ryska Sankt Stanislausorden, tidigast 1910 och senast 1915.[11][12]